# Tamás Mocsai
Tamás Mocsai [ˈtɒmaːʃ ˈmotʃɒ.i] (* 9. Dezember 1978 in Budapest) ist ein ehemaliger ungarischer Handballspieler. Er ist der Sohn des Handballtrainers Lajos Mocsai. Im Oktober 2014 wurde er zum Bürgermeister der Gemeinde Felsőmocsolád gewählt.

## Karriere

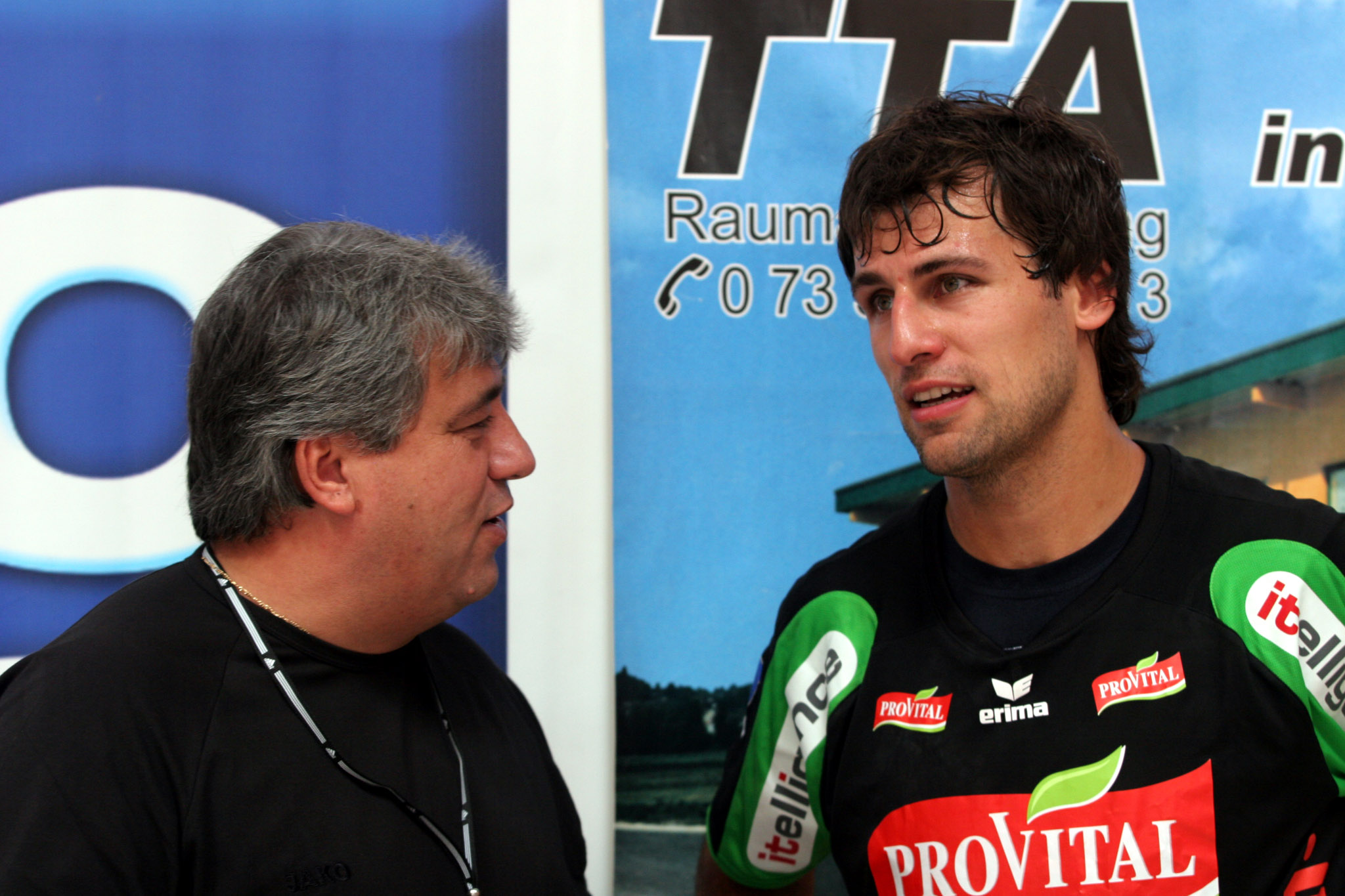
Vater Lajos Mocsai und Tamás Mocsai beim Schlecker Cup 2008

Tamás Mocsai spielte in seiner Jugend zunächst beim TBV Lemgo, wo sein Vater zu der Zeit die Bundesligamannschaft trainierte. Später spielte er bei GWD Minden und ab 1997 beim TuS Nettelstedt, wo er bereits zum Bundesligakader gehörte. In der Saison 1998/99 lief der 1,96 Meter große Rückraumspieler für den Zweitligisten TV Jahn Duderstadt auf, dann wechselte er zum ungarischen Verein Dunaferr SE, mit dem er 2000 die Meisterschaft und ein Jahr später den Pokal gewann. Von 2002 bis 2005 spielte er in der Schweiz beim TV Suhr und bei Pfadi Winterthur. Anschließend kehrte er nach Deutschland zurück und schloss sich dem Bundesligaaufsteiger SG Kronau/Östringen an. Mit Östringen zog er ins Finale des DHB-Pokals 2005/06 ein, wo man dem HSV Hamburg mit 25:26 unterlag. Ab 2006 spielte er wieder beim TBV Lemgo, mit dem er 2010 EHF-Pokalsieger wurde. Danach wechselte Mocsai zur SG Flensburg-Handewitt. Mit der SG gewann er 2012 den letztmals ausgespielten Europapokal der Pokalsieger, nachdem er bereits 2000 das Finale und 2002 das Halbfinale dieses Wettbewerbs erreicht hatte. Im Sommer 2012 wechselte er zum Ligarivalen TSV Hannover-Burgdorf. Im Dezember 2013 wurde Mocsais Vertrag mit der TSV auf seinen Wunsch vorzeitig aufgelöst und er wechselte zum ungarischen Verein KC Veszprém, mit dem er 2014 Meisterschaft und Pokal gewann. Mit Ende der Saison 2014/15 beendete er seine Handballerlaufbahn.
Für die ungarische Handballnationalmannschaft bestritt Mocsai 179 Länderspiele, in denen er 423 Tore erzielte. Bei der Handball-WM 2007 in Deutschland erzielte er in acht Spielen 18 Treffer. Mit Ungarn nahm er an den Olympischen Spielen 2004 in Athen und 2012 in London teil, wo das Team jeweils den vierten Platz belegte.

## Bundesligabilanz

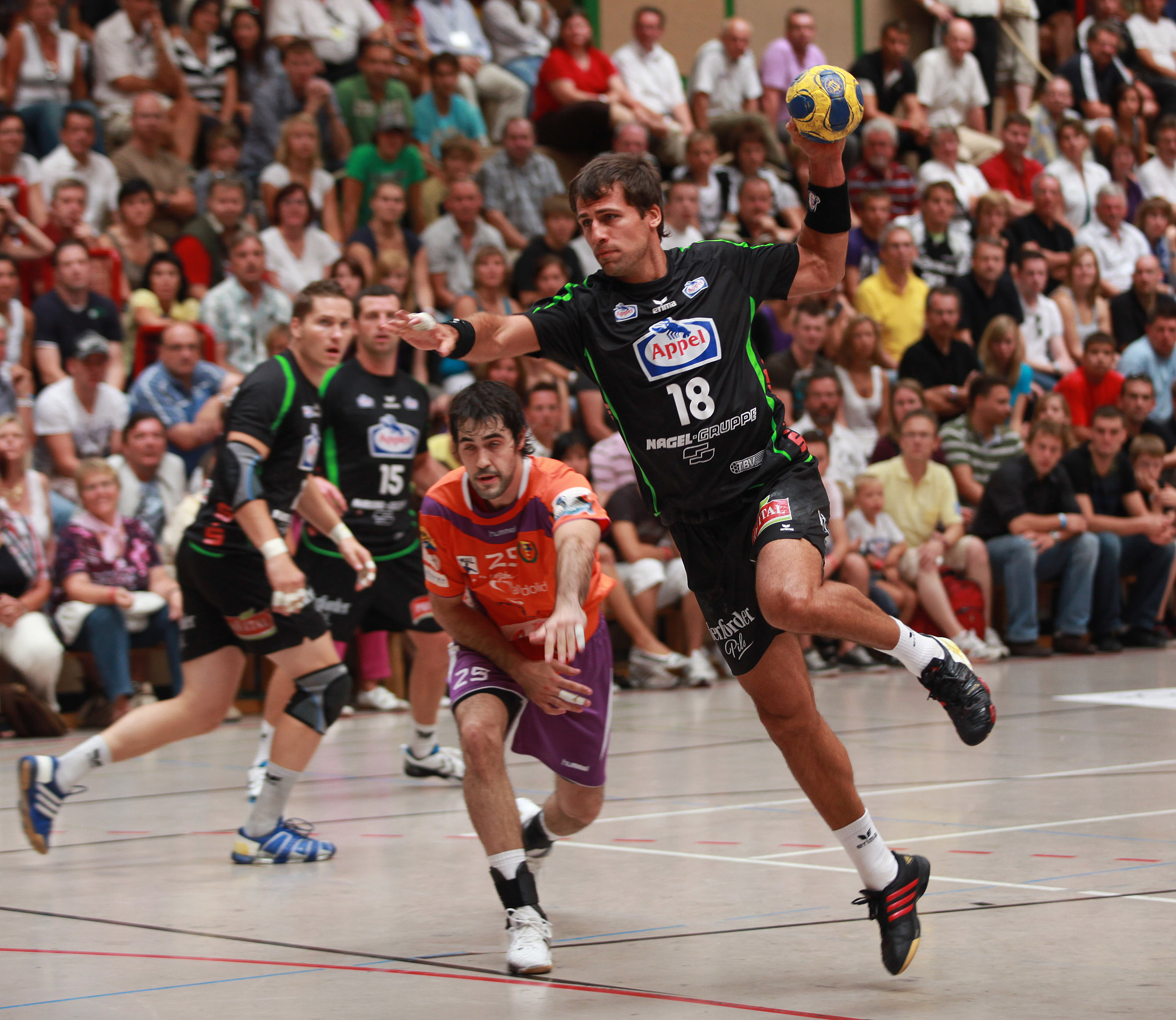
Tamás Mocsai 2009

| Saison    | Verein                 | Spielklasse | Spiele | Tore | 7-Meter | Feldtore |
| --------- | ---------------------- | ----------- | ------ | ---- | ------- | -------- |
| 2006/07   | TBV Lemgo              | Bundesliga  | 34     | 117  | 0       | 117      |
| 2007/08   | TBV Lemgo              | Bundesliga  | 31     | 71   | 0       | 71       |
| 2008/09   | TBV Lemgo              | Bundesliga  | 28     | 85   | 0       | 85       |
| 2009/10   | TBV Lemgo              | Bundesliga  | 32     | 73   | 0       | 73       |
| 2010/11   | SG Flensburg-Handewitt | Bundesliga  | 30     | 64   | 0       | 64       |
| 2011/12   | SG Flensburg-Handewitt | Bundesliga  | 34     | 39   | 0       | 39       |
| 2012/13   | TSV Hannover-Burgdorf  | Bundesliga  | 30     | 90   | 0       | 90       |
| 2013/14   | TSV Hannover-Burgdorf  | Bundesliga  | 13     | 18   | 0       | 18       |
| 2006–2014 | gesamt                 | Bundesliga  | 232    | 557  | 0       | 557      |